# Aykut Ünyazıcı
Aykut Ünyazıcı (* 25. Dezember 1936 in Ankara) ist ein ehemaliger türkischer Fußballspieler.

## Karriere
Ünyazıcı begann mit dem Fußballspielen 1953 in der Schulmannschaft in Ankara und lief 1955 auch für die türkische Jugendnationalmannschaft auf. Während dieser Zeit spielte er auch für den Hauptstadtverein Ankara Güneşspor.
1958 verließ er die Türkei, um an der Technischen Hochschule Braunschweig Maschinenbau zu studieren. Über die Hochschulmannschaft der TH kam der Abwehrspieler schließlich zur Amateurmannschaft von Eintracht Braunschweig und rückte nach einem halben Jahr in den Oberligakader des Vereins auf. Am 4. Januar 1959, am Rückrundenstart, debütierte er bei der 3:6-Auswärtsniederlage bei Bremerhaven 93 in der Ligaelf von Eintracht Braunschweig. Er agierte im damals praktizierten WM-System auf Rechtsaußen an der Seite der Angriffskollegen Justus Eccarius, Werner Thamm, Jürgen Moll und Hans Hoffmann. Am Rundenende hatte er 1958/59 in 13 Ligaspielen mitgewirkt und zwei Tore erzielt. In den nächsten drei Runden kam er bei den „Löwen“ als Ergänzungsspieler zum Zuge. In der letzten Saison der erstklassigen Oberligaära, 1962/63, war er aber mit 27 Saisoneinsätzen Stammspieler und die Eintracht schaffte als Tabellendritter die Qualifikation für die neugegründete Bundesliga. Er war auch am letzten Spieltag, den 28. April 1963, beim 2:1-Heimerfolg gegen den VfB Lübeck im Einsatz. Die Braunschweiger Defensive formierte sich dabei mit Torhüter Johannes Jäcker, dem Verteidigerpaar Wolfgang Brase und Wolfgang Wolfram, sowie der Läuferreihe mit Ünyazıcı, Walter Schmidt und Klaus Meyer. Insgesamt kam er in der Oberliga Nord auf 69 Spiele mit fünf Toren.
In der ersten Bundesligasaison 1963/64 kam er zu acht Einsätzen und wurde so der erste türkische Spieler in der Liga. Die Eintracht hatte sich gegenüber der Oberliga mit den Neuzugängen Peter Kaack, Hans-Georg Dulz und Dieter Paulsberg verstärkt. Am zwölften Spieltag, den 23. November 1963, debütierte er bei der 1:2-Auswärtsniederlage beim 1. FC Kaiserslautern in der Bundesliga. Auf Halbrechts bildete er in der Elf von dem neuen Trainer Helmuth Johannsen mit Klaus Gerwien, Manfred Wuttich, Hans-Georg Dulz und Jürgen Moll den Angriff.
In der Folgesaison bestritt Ünyazıcı nur noch ein Bundesligaspiel – am 5. September 1964 bei der 0:1-Heimniederlage gegen den MSV Duisburg – und kehrte 1965 in die Türkei zurück, um dort den Militärdienst abzuleisten. Hier spielte er noch für zwei weitere Jahre in Ankara und beendete dann seine aktive Karriere. Er übernahm die Leitung eines Baugeschäftes in Ankara.
Ünyazıcı kam insgesamt dreimal in der Niedersachsenauswahl zum Einsatz, unter anderem 1959 in einem Spiel gegen den FC Santos mit dem Weltstar Pelé.